# Белгија на Европском првенству у атлетици на отвореном 1946.
Белгија је учествовала на 3. Европском првенству у атлетици на отвореном 1946. одржаном од 22. до 25. августа на Бислет стадиону у Ослу (Норвешка).  Била је једна од 20 земља учесница, са 11 атлетичара који су се такмичили у  12 дисциплина  мушких дисциплина.
Са једном освојеном сребрном медаљом Белгија је у укупном пласману зауела 12. место.
У табели успешности према броју и пласману учесника у финалним такмичењима (првих 8 такмичара) Белгија је са 5 учесника у финалу и 15 бодова заузела 13 место од 17 земаља које су имале представнике у финалу. Без финалистау биле су Ирска, Југославија и Лихтенштајн.
| Пл. | Земља   | 1. место | 2. место | 3. место | 4. место | 5. место | 6. место | 7. место | 8. место | Бр. фин. | Бодови |
| --- | ------- | -------- | -------- | -------- | -------- | -------- | -------- | -------- | -------- | -------- | ------ |
| 15. | Белгија | 0        | 1 - 7    | 0        | 0        | 0        | 2 - 6    | 0        | 2 - 2    | 5        | 15     |

## Учесници
| Бр. | Дисциплина | Мушкарци                          | Жене | Укупно |
| --- | ---------- | --------------------------------- | ---- | ------ |
| 1.  | 100 м      | Пол Брекман* Фернан Бурго*        |      | 2      |
| 2.  | 200 м      | Франсуа Брекман* Фернар Бурго**   |      | 1 (2)  |
| 3.  | 400 м      | Херман Кунен*                     |      | 1      |
| 4.  | 800 м      | Рихард Бранкарт                   |      | 1      |
| 5.  | 5.000 м    | Гастон Рајф Marcel Vandewattynee* |      | 2      |
| 6.  | Маратон    | Робер Невенс                      |      | 1      |

| Бр. | Дисциплина     | Мушкарци                                                           | Жене | Укупно  |
| --- | -------------- | ------------------------------------------------------------------ | ---- | ------- |
| 7.  | 110 м препоне  | Пол Брекман** Пјер Вандер Сејпе                                    |      | 1 (2)   |
| 8.  | 3.000 препреке | Marcel Vandewattyne**                                              |      | 0 (1)   |
| 9.  | 4 х 100 м      | Херман Кунен**, Фернан Бурго***, Франсоа Брекман**, Пол Брекман*** |      | 0 (4)   |
| 10. | Скок удаљ      | Леополд Делкур                                                     |      | 1       |
| 11. | Бацање кугле   | Рогер Верхас*                                                      |      | 1       |
| 12. | Бацање диска   | Рогер Верхас**                                                     |      | 0 (1)   |
|     | Укупно (11)    | 10 (18)                                                            | 0    | 11 (19) |

```
Такмичари означени звездицама учествовали су у онолико дисциплина колики је највећи број звездица код њиховог имена.
```

## Освајачи медаља
- Сребро

1. Пол Брекман — 110 м препоне

## Резултати

### Мушкарци
| Атлетичар                                                  | Дисциплина       | Лични рекорд | Квалификације | Квалификације | Полуфинале           | Полуфинале           | Финале               | Пласман       | Детаљи              |
| Атлетичар                                                  | Дисциплина       | Лични рекорд | Резултат      | Место         | Резултат             | Место                | Финале               | Пласман       | Детаљи              |
| ---------------------------------------------------------- | ---------------- | ------------ | ------------- | ------------- | -------------------- | -------------------- | -------------------- | ------------- | ------------------- |
| Пол Брекман                                                | 100 м            |              | 10,7          | 1. у гр. 3 КВ | 10,8                 | 3. у пф 2            | Није се квалификовао | 9. / 24       | <ref name="eaa_01"> |
| Фернар Бурго                                               | 100 м            |              | 10,7          | 5. у гр. 3    | Није се квалификовао | Није се квалификовао | Није се квалификовао | 21. / 24      | [ 1 ]               |
| Франсоа Брекман                                            | 200 м            |              | 22,6          | 4. у гр. 4    | Није се квалификовао | Није се квалификовао | Није се квалификовао | 14. / 21 (22) | [ 1 ]               |
| Фернард Бурго                                              | 200 м            |              | 22,7          | 3. у гр. 3 КВ | 22,2                 | 5. у пф 2.           | Није се квалификовао | 8. / 21 (22)  | [ 1 ]               |
| Херман Кунен                                               | 400 м            |              | 48,9          | 1. у гр. 3 КВ |                      |                      | НС                   | БП            | <ref name="eaa_01"> |
| Рихард Бранкарт                                            | 800 м            |              | 1:53,5 ЛР     | 4. у гр. 1 КВ | 2:02,2               | 8. / 15              | <ref name="eaa_01">  |               |                     |
| Гастон Рајф                                                | 5.000 м          |              |               |               |                      |                      | 14:45,8              | 6. / 18       | <ref name="eaa_01"> |
| Marcel Vandewattyne*                                       | 5.000 м          |              | 15:08,0       | 12. / 18      | <ref name="eaa_01">  |                      |                      |               |                     |
| Робер Невенs                                               | маратон          |              | 2.50:23 ЛР    | 13. / 14 (17) | <ref name="eaa_01">  |                      |                      |               |                     |
| Пол Брекман                                                | 110 м            |              | 14,8          | 1. у гр. 1 КВ | 14,9                 |                      | <ref name="eaa_01">  |               |                     |
| Пјер Вандер Сејпе                                          | 110 м            |              | 15,4          | 4. у гр. 2 КВ | Није се квалификовао | 9. / 12              | <ref name="eaa_01">  |               |                     |
| \|Marcel Vandewattyne**                                    | 3.000 м препреке |              | '             | '             | '                    | '                    | 9:37,0               | 8. / 11 (12)  | <ref name="eaa_01"> |
| \|Херман Кунен, Фернан Бурго, Франсоа Брекман, Пол Брекман | 4 х 100 м        |              | 42,4          | 2. у гр. 1    | '                    | '                    | 43,5                 | 6. / 10       | <ref name="eaa_01"> |
| Леополд Делкур                                             | скок удаљ        |              | 6,56          | 13.           | '                    | '                    | Није се квалификовао | 13. / 14      | <ref name="eaa_01"> |
| Рогер Верхас                                               | бацање кугле     |              | 12,77         | 12            | '                    | '                    | Није се квалификовао | 12. / 13      | <ref name="eaa_01"> |
| Рогер Верхас                                               | бацање диска     |              | 49,88         | 15            | '                    | '                    | Није се квалификовао | 15. / 16      | <ref name="eaa_01"> |

## Биланс медаља Белгије после 3. Европског првенства на отвореном 1934—1946.
|     | ЕП     |   |   |   |   | УП  |
| 1.  | 1934.  | 0 | 0 | 0 | 0 | 0   |
| 2.  | 1938.  | 0 | 1 | 0 | 1 | 14. |
| 3.  | 1946.  | 0 | 1 | 0 | 1 | 17. |
| 1-3 | Укупно | 0 | 2 | 0 | 1 | 17. |

|                                        | ЕП                                     |                                        |                                        |                                        |                                        |                                        |
| Није било вишеструких освајача медаља. | Није било вишеструких освајача медаља. | Није било вишеструких освајача медаља. | Није било вишеструких освајача медаља. | Није било вишеструких освајача медаља. | Није било вишеструких освајача медаља. | Није било вишеструких освајача медаља. |
| -------------------------------------- | -------------------------------------- | -------------------------------------- | -------------------------------------- | -------------------------------------- | -------------------------------------- | -------------------------------------- |

## Белгијски освајачи медаља после 3. Европског првенства на отвореном 1934—1946.
|    | Атлетичар/ка | м | ж | ЕП       | Дисциплина    |   |   |   |   |  |
| -- | ------------ | - | - | -------- | ------------- | - | - | - | - |  |
| 1. | Жозеф Мостер | м |   | 1938.    | 1.500 м       |   |   |   | 1 |  |
| 2. | Пол Брекман  | м |   | 1946.    | 110 м препоне |   |   |   | 1 |  |
|    | Укупно       | 2 | 0 | 1934—46. |               | 0 | 2 | 0 | 2 |  |